# Marathon Petroleum

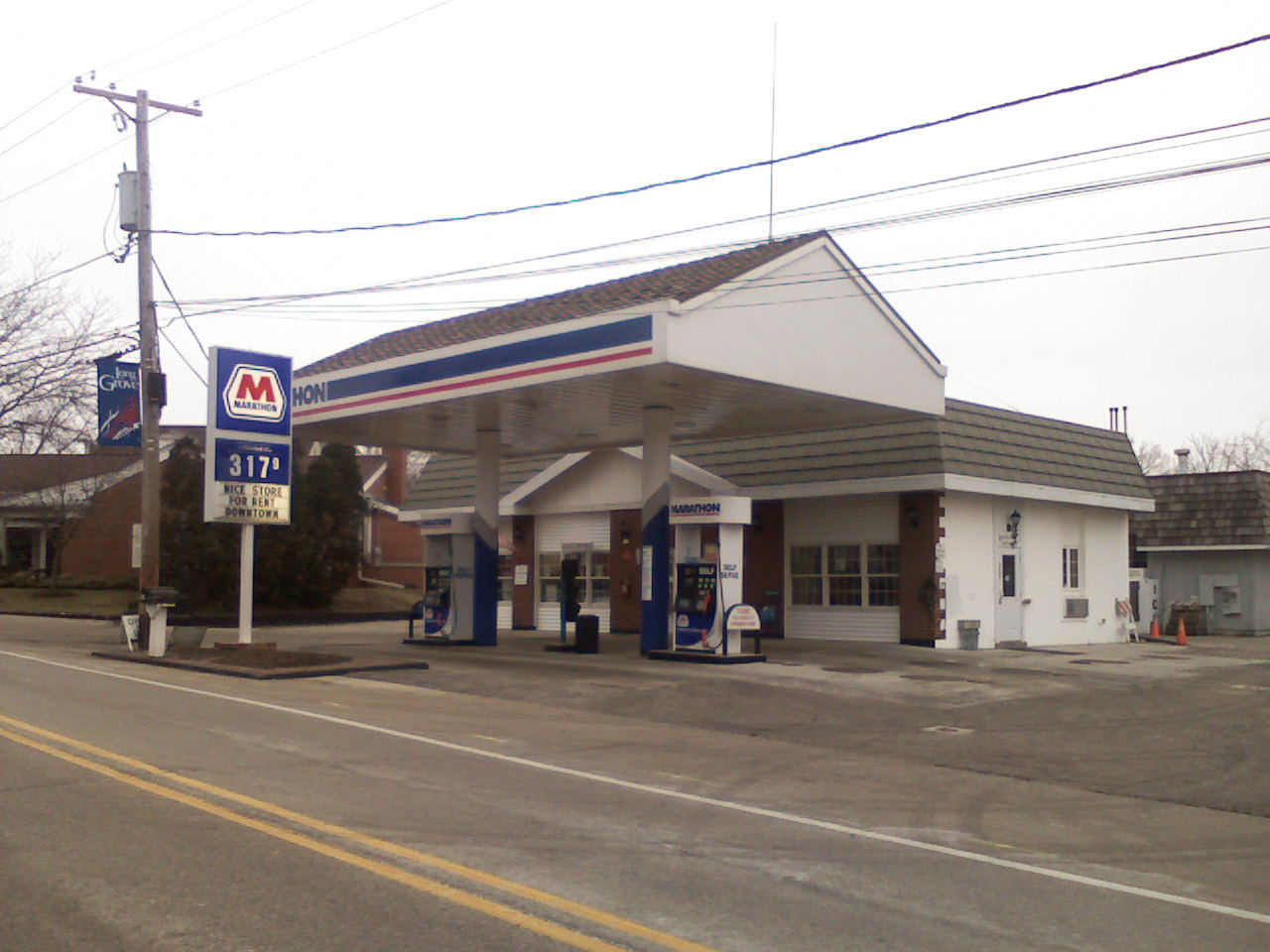
Marathon-Tankstelle in Long Grove, Illinois

Die Marathon Petroleum Corporation (kurz MPC), vormals Marathon Ashland Petroleum LLC, ist ein US-amerikanisches Unternehmen zur Raffinierung, zum Transport und zur Vermarktung von Erdöl. Das Unternehmen hat seinen Hauptsitz in Findlay, Ohio.

## Geschichte
Aufgrund des erfolgreichen Kraftstoffmarkennamens Marathon firmierte die 1887 gegründete Ohio Oil Company 1962 um in Marathon Oil Company, wodurch Marathon ein Synonym für das Produkt und das Unternehmen wurde. 1998 gründete Marathon zusammen mit Ashland Inc. die Marathon Ashland Petroleum LLC (MAP), die heute sechstgrößte Erdölraffinerie in den USA. 2005 wurde sie zur hundertprozentigen Tochter von Marathon Oil. Zum 1. Juli 2011 wurde das Downstream-Geschäft (Raffinerien und Tankstellen) abgespalten, wobei Marathon Petroleum das alte Logo von Marathon Oil übernahm. Im Jahr 2018 übernahm Marathon Petroleum den Raffinerie- und Tankstellenbetreiber Andeavor für einen Transaktionswert von 23 Milliarden US-Dollar.
Am 4. August 2020 wurde bekannt, dass Marathon Petroleum alle 3.900 Speedway Convenience Stores an 7-Eleven für 21 Milliarden Dollar verkauft.

## Pipelines
Die Pipe Line Holdings (Ohio River Pipe Line und Marathon Pipe Line) betreibt ein Netz aus 1.600 km Rohöl-Pipelines, 3.000 km Produktenleitungen und einem Butan-Kavernenspeicher.:18 Derzeit wird die Cornerstone-Pipeline vom Utica Shale zur Canton-Raffinerie errichtet.

## Raffinerien
| Raffinerie                 | Kapazität in bpd | Bemerkung                       |
| -------------------------- | ---------------- | ------------------------------- |
| Anacortes-Raffinerie       | 119.000          |                                 |
| Canton (Ohio)              | 93.000           |                                 |
| Catlettsburg (Kentucky)    | 277.000          |                                 |
| Detroit (Michigan)         | 140.000          |                                 |
| Dickson-Raffinerie         | 19.000           | Umbau zur Bioraffinerie geplant |
| El Parso-Raffinerie        | 131.000          |                                 |
| Gallup-Raffinerie          | 26.000           | Zur Stilllegung vorgesehen      |
| Galveston Bay (Texas)      | 585.000          |                                 |
| Garyville (Louisiana)      | 564.000          |                                 |
| Kenai-Raffinerie           | 68.000           |                                 |
| Los Angeles-Raffinerie     | 363.000          |                                 |
| Mandan-Raffinerie          | 71.000           |                                 |
| Martinez-Raffinerie        | 161.000          | Zur Stilllegung vorgesehen      |
| Robinson (Illinois)        | 245.000          |                                 |
| Salt Lake City-Raffinerie  | 61.000           |                                 |
| Saint Paul Park-Raffinerie | 98.000           |                                 |

## Tankstellen
MPC betreibt 5.460 Tankstellen unter der Marke „Marathon“. Diese war 2014 von der Hess Corporation übernommen worden. Bis zum Jahre 2020 betrieb Marathon 3.900 Convenience Stores unter der Marke „Speedway“, welche im August dieses Jahre an 7-Eleven verkauft wurden.

## Öltanker-Hafen
Es hat den Offshore-Hafen für Öltanker, Louisiana Offshore Oil Port, als ein Joint Venture (mittels Marathon Pipe Line) mit Shell Oil und der Valero Terminaling and Distribution Company.